# Фонтен, Брижитт
Брижитт Фонтен (фр. Brigitte Fontaine) (род. 24 июня 1939[…], Морле, Финистер, Франция) — певица и исполнительница авангардной музыки.
Во время своей музыкальной карьеры пробовала такие музыкальные стили, как: рок, фолк, джаз, world music и другие.

## Творчество

### Фильмография
- 1967 — Les encerclés
- 1999 — Смерть за смерть! / À mort la mort!
- 2001 — Распутницы / Absolument fabuleux
- 2002 — Замена № 4 / Traitement de substitution № 4
- 2012 — Большая вечеринка / Le grand soir

### Дискография
- 12 chansons d'avant le déluge (совместно с Jacques Higelin и Jimmy Walter), Productions Jacques Canetti, 1965
- 15 chansons d'avant le déluge (совместно с Jacques Higelin и Michel Colombier), Productions Jacques Canetti, 1966
- Brigitte Fontaine est folle (совместно с Jean-Claude Vannier), Saravah, 1968
- Comme à la radio (совместно с the Art Ensemble of Chicago и Areski Belkacem), Saravah, 1969
- Brigitte Fontaine (совместно с Areski Belkacem, Julie Dassin и Jacques Higelin), Saravah, 1972
- Je ne connais pas cet homme (совместно с Areski Belkacem и Antoine Duhamel), Saravah, 1973
- L'Incendie (совместно с Areski Belkacem), Byg Records, 1974
- Le Bonheur (совместно с Areski Belkacem), Saravah, 1975
- Vous et Nous (совместно с Areski Belkacem, Jean-Philippe Rykiel и Antoine Duhamel), Saravah, 1977
- Les églantines sont peut-être formidables (совместно с Areski Belkacem), , RCA-Saravah, 1979
- French corazon (совместно с Areski Belkacem и Jean-Philippe Rykiel), Midi/EMI, 1990
- Genre humain (совместно с Areski Belkacem, Étienne Daho и Les Valentins), Virgin, 1995
- Les palaces (совместно с Areski Belkacem и Alain Bashung), Virgin, 1997
- Morceaux de choix, compilation, Virgin, 1999
- Kékéland (совместно с Areski Belkacem, Jean-Claude Vannier, Sonic Youth, -M-, Noir Désir, Ginger Ale, Lou и Placido, Jean Efflam Bavouzet, Jean-Philippe Rykiel, Georges Moustaki, Les Valentins и Archie Shepp), Virgin, 2001
- Rue Saint Louis en l'île (совместно с Areski Belkacem, -M-, Didier Malherbe, Jean Efflam Bavouzet, Zebda, Daniel Mille и Gotan Project), Virgin, 2004
- Libido (совместно с Jean-Claude Vannier, -M-, Jean Efflam Bavouzet и Areski Belkacem), Polydor, 2006
- Prohibition (совместно с Areski Belkacem, Ivor Guest, Grace Jones и Philippe Katerine) Polydor, 2009
- L'un n'empêche pas l'autre (совместно с Ivor Guest, Areski Belkacem, Grace Jones, Arno, Jacques Higelin, Emmanuelle Seigner, Alain Souchon, -M-, Bertrand Cantat, Christophe i Richard Galliano) Polydor, 2011.